# Sex on the Beach (cocktail)

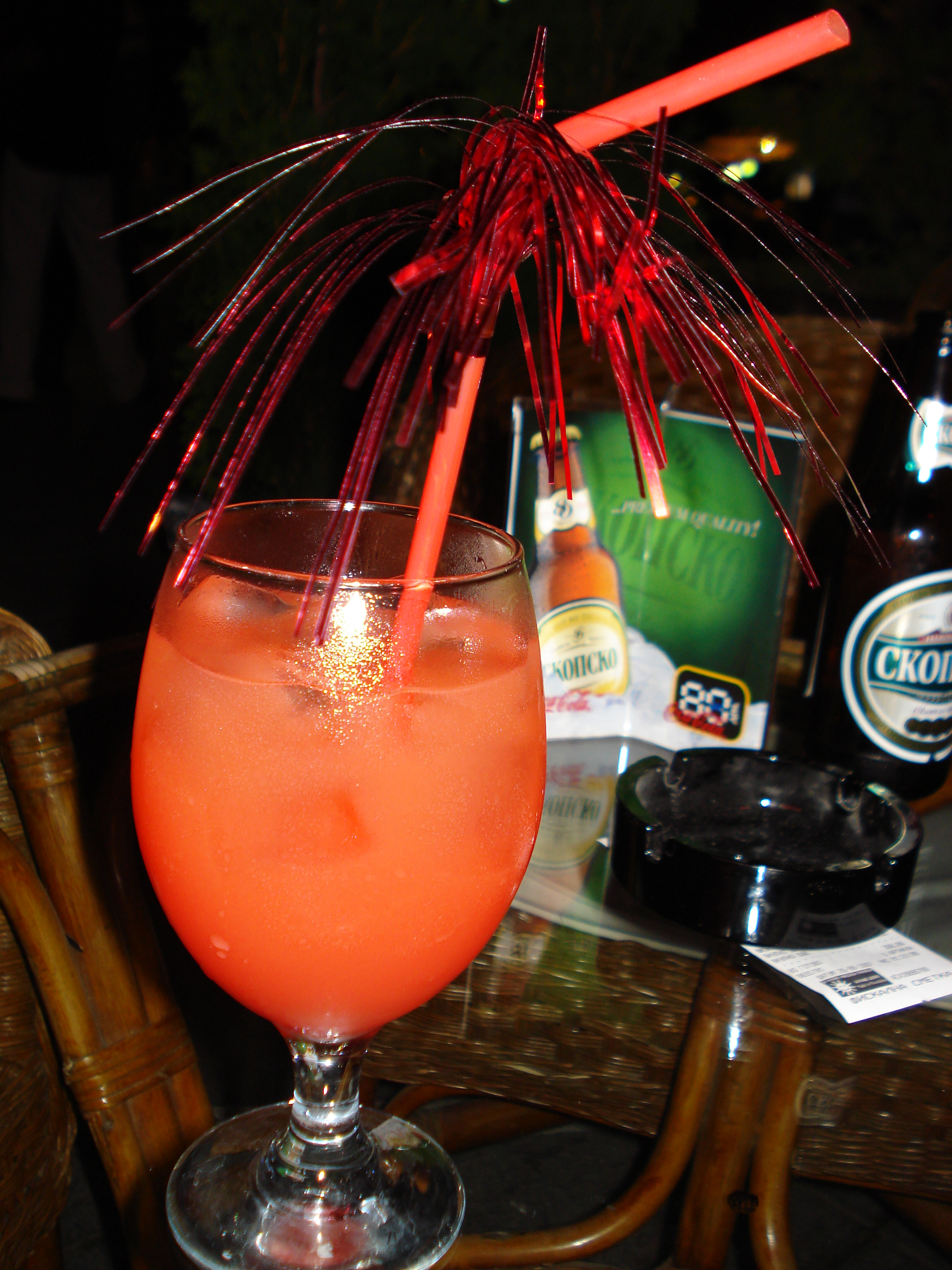
Sex on the Beach-cocktail

Sex on the Beach ("seks op het strand") is een cocktail die uit sinaasappelsap, cranberrysap en wodka bestaat. De drank kan ook afgetopt worden met wat perzik-likeur, dit wordt gedaan voor de bijzonder fruitige tropische smaak. Het behoort dan ook tot de tropische cocktailfamilie. De mocktail-versie wordt zonder wodka gemaakt.
Sex on the beach werd in de jaren 1980 uitgevonden in Florida, maar de verhalen over de oorsprong van het drankje lopen uiteen. 